# 罗琼 (1911年)
罗琼（1911年—2006年4月19日），江苏江阴人，中国政治人物、社会活动家，前中共妇女解放运动领导人，经济学家薛暮桥的夫人。毕业于原江苏省立苏州女子师范学校。自1935年投身革命，曾参与筹建“上海各界妇女救国会”；于1938年加入中国共产党。曾任全国妇联副主席、书记处第一书记；是第三、第六届全国人大常委会委员，第五、第七届全国政协常委。2006年4月19日，在北京病逝，享年95岁。 

## 生平
罗琼出生在江阴的一个商人家庭。1932年，毕业于江苏省立苏州女子师范学校；24岁时，参与筹建“上海各界妇女救国会”，开始便投身妇女解放运动；并担任上海《妇女生活》杂志的撰稿人。1935年，与时任《中国农村》月刊主编薛暮桥在上海结婚。
抗日战争爆发后，罗琼与人合著《战时妇女工作》，动员更多的妇女群众投入战争第一线。她还曾参加了上海妇女解放抗敌后援会，组织慰问伤兵，参与难民收容所工作。1938年，加入中共、并参加了新四军，在军部直属教导队任教。1940年，罗琼当选为新四军出席中共七大的唯一女代表。在延安开会期间，罗琼参与了整风运动、大生产运动，并出任延安《解放日报》副刊《中国妇女》编辑主任。“七大”结束后，罗琼被派往山东，出任中共山东解放区妇联宣传部部长；1948年，被调入中央妇委工作，在西柏坡附近的夹峪村参加农村土地改革运动。 
1949年，罗琼参加筹备中国妇女第一次全国代表大会，并当选全国妇联执委、常委。此后，她一直在全国妇联任职；历任全国妇联宣传部副部长、部长，全国妇联副秘书长，第二届执委、常委，第三、第四届书记处书记、第一书记，第四、五届全国妇联副主席。 
2006年4月19日，在北京病逝。